# Abres (Vegadeo)
Abres es una aldea y una parroquia del concejo asturiano de Vegadeo, en España. 
En sus 10,49 km² habitan un total de 205 personas (INE 2014) repartidas entre las poblaciones de Abres y Refojos. 
La aldea de Abres (también conocida como Santiago de Abres), en la que viven 161 personas, dista 5,7 km de Vegadeo, la capital del concejo. Se encuentra a unos 70 metros de altitud sobre el mar. Está dividida en cuatro barrios: La Curuxa, Grandamea, La Mundiña y Refoxos. 
Se encuentra en la orilla derecha del río Eo, en el límite máximo del alcance de las mareas del Cantábrico, razón por la cual el tramo del río aguas abajo se denominó durante siglos Ría de Abres. De hecho en la orilla izquierda, perteneciente a Galicia, se encuentra la parroquia de Ría de Abres, del concejo lucense de Trabada.
En la comarca, hacer referencia a Abres como entidad de población, significa hablar también de la parte del asentamiento situada en la margen izquierda del río y que ya pertenece al lucense municipio de Trabada.